# Solidus (typografiskt tecken)
En solidus, ╱,är ett diagonalt streck (Unicode FF0F) som liknar snedstreck, /, men som lutar lite mer och är något längre. Tecknet används för sättning av "riktiga" bråk (eng. vulgar fractions), så som ½ eller ¼, istället för 1/2 eller 1/4. Tecknet kallas också stundom diagonal.